# Wanna
Wanna (niederdeutsch Wannen) ist eine dörfliche Gemeinde in der Samtgemeinde Land Hadeln im niedersächsischen Landkreis Cuxhaven.

## Geografie

### Lage

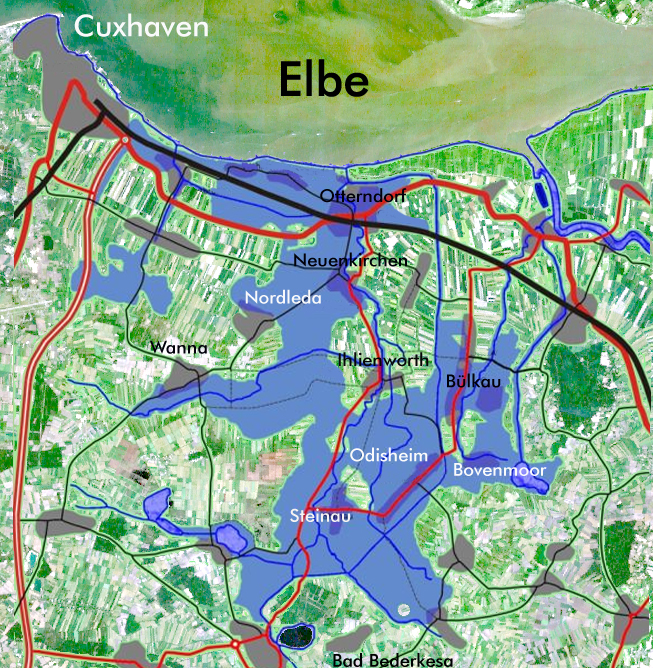
Betroffenes Gebiet bei einer „kleinen“ Sturmflut von nur 4,5 m bei einem Deichbruch am Glameyer-Stack, Otterndorf

Die im Land Hadeln liegende Gemeinde befindet sich ca. 20 Kilometer südöstlich der Kreisstadt Cuxhaven. Wanna liegt im Niederelbegebiet.
Die Nähe zur Elbmündung und zur Nordsee bringen die Gefahr mit sich, dass im Falle eines Deichbruchs bei einer Sturmflut das maximal 5 m ü. NHN, oftmals aber deutlich niedriger liegende Gemeindegebiet zu weiten Teilen überflutet sein wird. Ein mögliches Szenario wird im Artikel Glameyer-Stack beschrieben.
Durch den Ort fließt die Emmelke.

### Gemeindegliederung

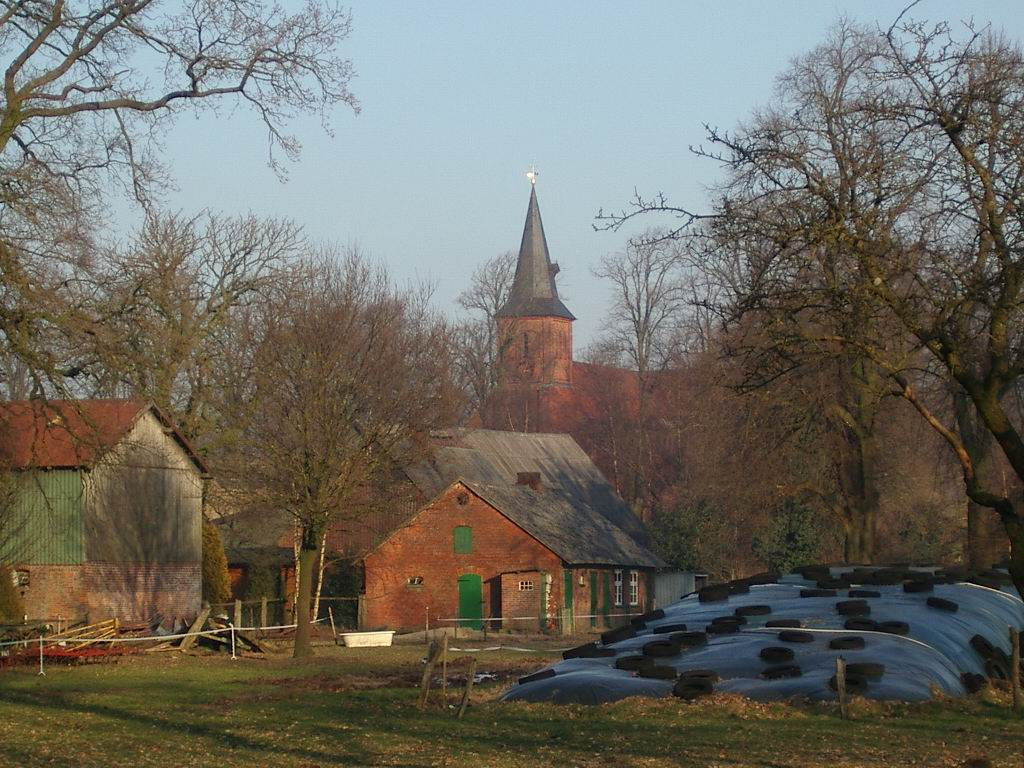
Blick auf Wester-Wanna mit St.-Georg-Kirche

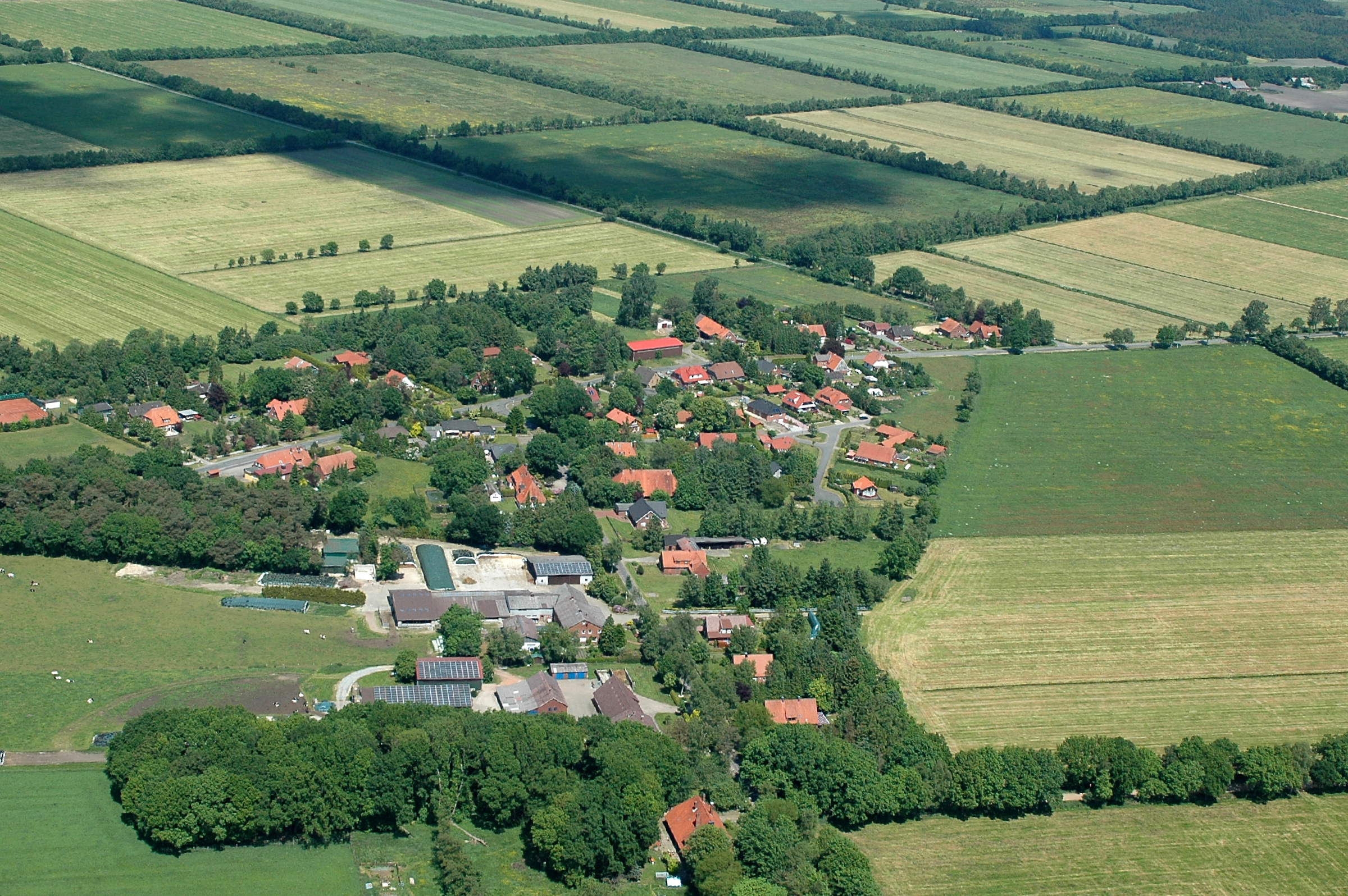
Luftbild von Ahlen-Falkenberg (2012)

Die Gemeinde Wanna besteht aus den folgenden Ortsteilen:
1. Ahlen-Falkenberg
2. Osterwanna
3. Osterwannaer Kampen
4. Süderleda
5. Westerwanna

### Nachbargemeinden
| Lüdingworth (Stadt Cuxhaven)                                                                   |                                             | Nordleda    |
| Nordholz – Ortsteil Wanhöden (Einheitsgemeinde Wurster Nordseeküste) Krempel (Stadt Geestland) | Kompassrose, die auf Nachbargemeinden zeigt | Ihlienworth |
| Neuenwalde (Stadt Geestland)                                                                   | Flögeln (Stadt Geestland)                   | Steinau     |

(Quelle:)

## Geschichte

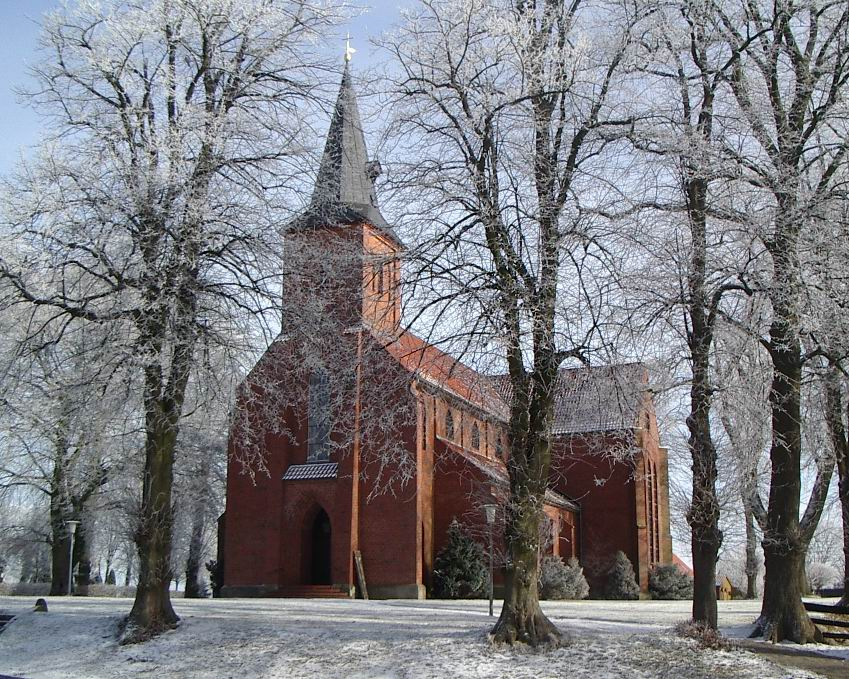
Ev.-luth. Kirche St.-Georg

Die Megalithanlagen bei Westerwanna liegen westlich von Westerwanna im Moor und in der Süderheide. 
Die erste urkundliche Erwähnung hatte der Ort 1139 als „Wanen“. Das St.-Paul-Kloster vor den Toren Bremens besaß zu dieser Zeit 1½ Höfe in Wanna. Um 1230 lässt sich eine Kapelle in Süderleda nachweisen. Das Vorschlagsrecht für den Pfarrer lag später beim Kloster Neuenwalde. 1239 verkaufte Herzog Albert I. des noch ungeteilten Herzogtums Sachsen den Kirchspielsleuten von Süderleda einen Weg nach Osterwanna (heute: die „Neue Trift“) und einen Entwässerungskanal nach der Emmelke. Seit dem 14. Jahrhundert bestand aber auch eine Kirche in Westerwanna, die dem Heiligen Georg geweiht war. Um 1369 wurde eine neue Kirche in Westerwanna errichtet, bei der man wahrscheinlich Material der abgebrochenen Süderledaer Kapelle mitverwandte.
Zwischen Michaelis und Weihnachten 1526 wurde Wanna evangelisch.
1590 wurde das Wiesen- und Moorland (Allmende) im Osten der Gemeinde zwischen den bereits bestehenden Höfen aufgeteilt. In diese Zeit dürfte die Anlage der Moorwettern fallen, als Verlängerung der südlichen Wettern der Holländerhufen in Ihlienworth-Westerende, nach Westen, Richtung Süderledaer Hof. Nach ca. 1650 nahm, neben der Landwirtschaft, die wirtschaftliche Bedeutung des Torfstichs am Nordrand des Ahlenmoors zu. Der getrocknete Torf wurde meist über die Emmelke und Medem nach Otterndorf geschifft.
Seit 1915 wurde die Kultivierung der südlich von Wanna gelegenen Heide und Moorgebiete verstärkt in Angriff genommen. Hier entstand die Siedlung Ahlen-Falkenberg, die seit 1951 über eine eigene Kapelle verfügt.
1970 wurde Wanna Mitglied der Samtgemeinde Hadeln, 1972 schloss sich die Gemeinde Wanna der zwei Jahre zuvor gebildeten Samtgemeinde Sietland an.

### Gravenberg

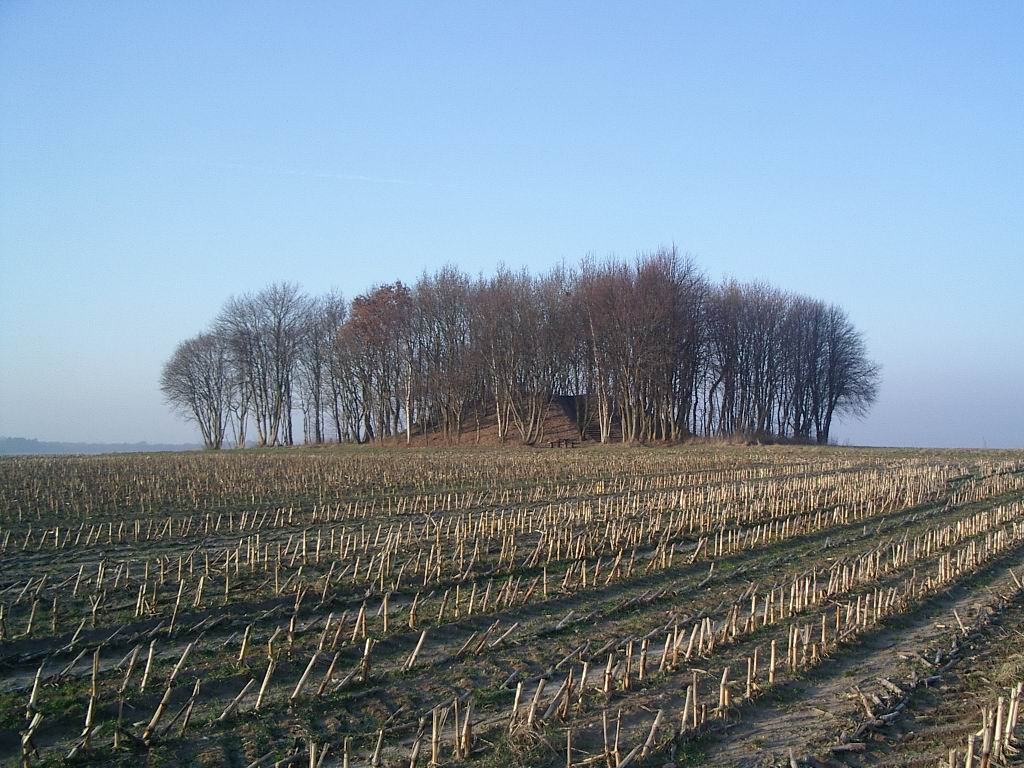
Der Gravenberg bei Wanna

Die Wannaer Geest ist reich an vor- und frühgeschichtlichen Fundstätten. Neben Großsteingräbern der Trichterbecherkultur hat besonders das altsächsische Urnengräberfeld am Gravenberg überregionale Bekanntheit erlangt.
Der Kronskark, auch Wanna 10 genannt, ist eine Megalithanlage im Forst Ahlen.

### Einwohnerentwicklung
| Jahr | Einwohner | Quelle |
| ---- | --------- | ------ |
| 1910 | 1423      | [ 3 ]  |
| 1925 | 1704      | [ 4 ]  |
| 1933 | 1576      | [ 4 ]  |
| 1939 | 1871      | [ 4 ]  |
| 1950 | 2696      | [ 5 ]  |
| 1956 | 2274      | [ 5 ]  |
| 1961 | 2275      | [ 6 ]  |
| 1970 | 2323      | [ 6 ]  |
| 1973 | 2290      | [ 7 ]  |
| 1975 | 02214 ¹   | [ 8 ]  |

| Jahr | Einwohner | Quelle |
| ---- | --------- | ------ |
| 1980 | 2247 ¹    | [ 8 ]  |
| 1985 | 2211 ¹    | [ 8 ]  |
| 1990 | 2265 ¹    | [ 8 ]  |
| 1995 | 2352 ¹    | [ 8 ]  |
| 2000 | 2416 ¹    | [ 8 ]  |
| 2005 | 2421 ¹    | [ 8 ]  |
| 2010 | 2329 ¹    | [ 8 ]  |
| 2015 | 2179 ¹    | [ 8 ]  |
| 2020 | 2221 ¹    | [ 8 ]  |
| 0    | 0         | 0      |

¹ jeweils zum 31. Dezember
|  |

## Politik

### Gemeinderat
Der Rat der Gemeinde Wanna besteht aus 13 Ratsmitgliedern. Dies ist die festgelegte Anzahl für die Mitgliedsgemeinde einer Samtgemeinde mit einer Einwohnerzahl zwischen 2.001 und 3.000 Einwohnern. Die Ratsmitglieder werden durch eine Kommunalwahl für jeweils fünf Jahre gewählt. Die aktuelle Amtszeit begann am 1. November 2021 und endet am 31. Oktober 2026.
Anders als bei einer Gemeinde oder Samtgemeinde wird der Bürgermeister bei einer Mitgliedsgemeinde einer Samtgemeinde nicht direkt gewählt, sondern aus der Mitte des Rates für die Dauer der Wahlperiode. Die Bürgermeisterwahl wird in der ersten Gemeinderatssitzung vollzogen.
Die letzte Kommunalwahl am 12. September 2021 ergab das folgende Ergebnis:
| Partei                | Anteilige Stimmen | Anzahl Sitze |
| --------------------- | ----------------- | ------------ |
| SPD                   | 48,66 %           | 6            |
| CDU                   | 34,94 %           | 5            |
| FBW                   | 06,89 %           | 2            |
| Einzelbewerber Kunkel | 05,33 %           | 2            |

Die Wählergruppe FBW und der Einzelbewerber Kunkel erreichen mit ihren Einzelsitzen nach einem Zusammenschluss zur FBW/Kunkel-Gruppe Wanna zwei Sitze im Gemeinderat.

### Bürgermeisterin
Der Gemeinderat wählte das Gemeinderatsmitglied Nicole Friedhoff (SPD) zur ehrenamtlichen Bürgermeisterin für die aktuelle Wahlperiode. Ihre Stellvertreter sind Wilfried Fisser (CDU) und Jürgen Cordts (SPD).

### Wappen
Der Entwurf des Kommunalwappens von Wanna stammt von dem Heraldiker und Wappenmaler Albert de Badrihaye, der zahlreiche Wappen im Landkreis Cuxhaven erschaffen hat. Nach 1945 wurde aus dem Originalwappen, wegen der Entnazifizierung, eine Rune von der silbernen Urnenabbildung entfernt.
| Wappen von Wanna | Blasonierung: „Geteilt von Schwarz und Grün, überdeckt mit einer silbernen Urne.“ |
| Wappen von Wanna | Wappenbegründung: Die mit Ingrunen (zick-zack) belegte Urne erinnert an die zahlreichen vorgeschichtlichen Funde in der Feldmark von Westerwanna. Schwarz und Grün sind die Hadler Farben. |

### Flagge
|  | 00Hissflagge: „Die Flagge ist schwarz-grün geteilt mit dem aufgelegten Wappen in der Mitte.“ |

## Kultur und Sehenswürdigkeiten

### Bauwerke
- Ev.-luth. Kirche St. Georg von 1867
- Großsteingrab im Ahlen-Falkenberger Moor
- Megalithanlagen bei Westerwanna
- Kronskark
- Forsthaus Haubusch 4 von 1883
- Wohn- und Wirtschaftsgebäude Moorweg 10, Zweiständer-Hallenhaus von 1892
- Ehemaliges Gasthaus Weststraße 22 von 1902

### Naturdenkmale
- Findling
- Doppeleiche auf Steingrab
- Falkenberg
- Kleinsthochmoorrest

(Verordnungsdatum 2. Oktober 1995)

### Heimatmuseum

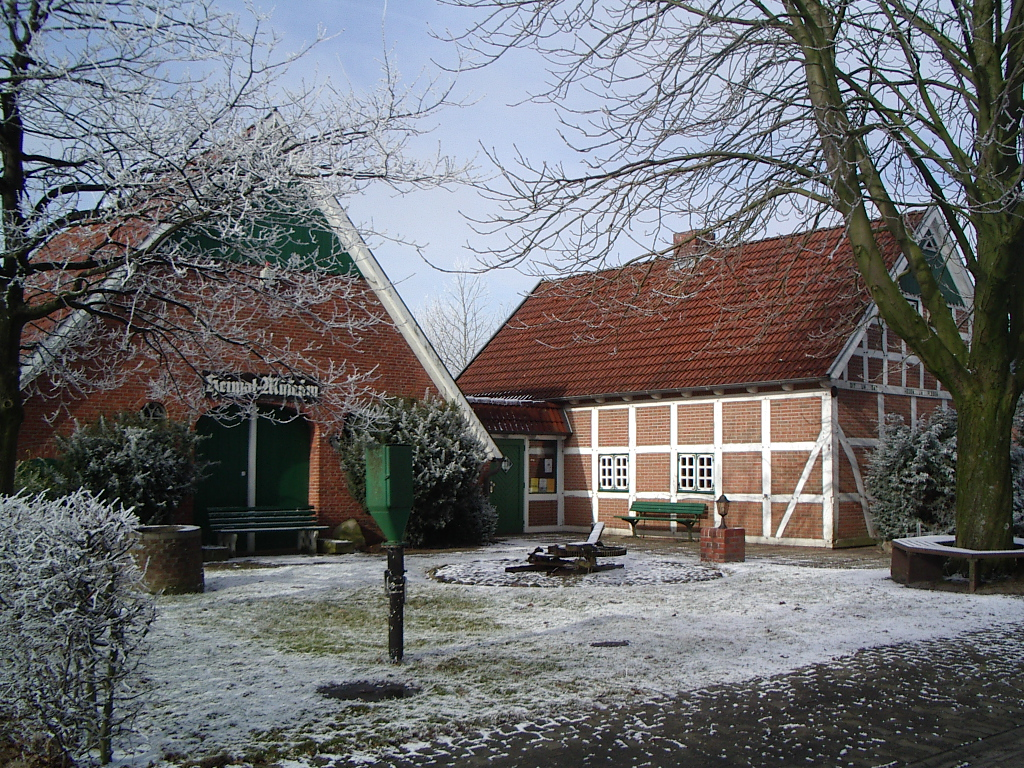
Das Heimatmuseum in Wanna

Das Heimatmuseum zeigt in einem alten Bauernhaus Funde der Vor- und Frühgeschichte. Es beherbergt die Dorfschmiede, die Holzschuhwerkstatt und die Schuhmacherei.

### Musik
Die Musik-Kultur in Wanna wird geprägt durch die Kirche und ihre musikalisch geprägten Gottesdienste. 2010 wurde die Grundschule Wanna in Prof.-Hermann-Rauhe-Schule (Hermann Rauhe war Leiter der Hamburger Musikhochschule) umbenannt, mit einem Schwerpunkt auf dem musisch-kulturellen Bereich. Eine Hard-Rock-Band gründete sich 2011.

### Sprache und Dialekt
In Wanna wird Hochdeutsch und Nordniedersächsisch gesprochen.

## Verkehr
Wanna ist durch eine KVG-Omnibuslinie an Otterndorf und Bremerhaven angebunden.

## Persönlichkeiten

### Ehrenbürger
- Marie-Luise Hoppe, geb. Paul (1936–2018), Autorin, Heimatpflegerin und Chorleiterin; sie bekam wegen ihrer Buchveröffentlichungen über Wanna im Oktober 2016 die Ehrenbürgerschaft verliehen.[17][18]

### Söhne und Töchter der Gemeinde
- Hermann Rauhe (* 1930), Musikwissenschaftler und Musikpädagoge

### Personen, die mit der Gemeinde in Verbindung stehen
- Gregorius Struve († vor 1737), Meistergeselle von Arp Schnitger, namhafter Orgelbauer im Raum Oldenburg und Bremen; er baute 1733 die Orgel in der St.-Georg-Kirche.
- Willibald Hentschel (1858–1947), Naturwissenschaftler und Schriftsteller, wohnte in der „Keim-Siedlung Niegard“ bei Westerwanna

## Sagen und Legenden
- Der Wannaer Kirchenbau
- Der Gravenberg
- Der Wannaer See
- Der Jungfernberg
- Das brüllende Moor
- Sünderfehden

(Quelle:)